# Каагуасу
Каагуасу (на испански: Caaguazú) е един от 17-те департамента на южноамериканската държава Парагвай. Намира се в южната част на страната. Площта му е 11 474 квадратни километра, а населението – 563 803 души (по изчисления за юли 2020 г.).

## Райони
Каагуасу е разделен на 20 района, някои от тях са:
1. Доктор Сесилио Баес
2. Нуева Лондрес
3. Р.И. Трес Коралес